# Shirō Ishii
Shirō Ishii, född 25 juni 1892 i Shibayama, död 9 oktober 1959 i Tokyo, var en japansk mikrobiolog och medicinsk arméofficer. Han bildade och tjänstgjorde som chef för enhet 731, en enhet ur den kejserliga japanska armén som ägnade sig åt att utveckla och utöva biologiska vapen i Manchukuo under det andra kinesisk-japanska kriget (1937–1945). Enhet 731 ägnade sig åt mänskliga experiment, vilket resulterade i tusentals döda krigsfångar och civilister. Ishii mottog immunitet under Tokyoprocessen från USA i utbyte mot information till den amerikanska regeringen som använde för utvecklingen av sitt eget program för biologisk krigföring. 